# حروف العرض والعتب
العرض هو أسلوب من أساليب الطلب، وهو طلبٌ برفق ولين ويفهم ذلك من سياق الكلام، والعتب هو إلقاء الملامة.

## أحرف العرض والعتب
1. أَلَا
2. أَمَا
3. لَوْ

## القاعدة
إذا جاء بعد أحرف العرض والعتب فعل مضارع، أفادَت العرض؛ أمَّا لو جاء بعدها فعل ماضٍ أفادَت العَتَب.

## إعراب
حروف العرض والعتب لا محل لها من الإعراب، مختصة بالفعل.

## مثال على العرض
- '[من ]يا ابن الكرام أَلا تدنو فتبصر ماقد حدّثوك فما راءٍ كمن سمعا

1. أََلا: أفادت العرض.
2. تدنو: فعل مضارع.

- أَما تشارك في المعرض العلمي للمدرسة

1. أَما: أفادت العرض.
2. تشارك: فعل مضارع.

- لو تزورني فندرس معًا.

1. لو: أفادت العرض.
2. تزورني: فعل مضارع.

## مثال على العتب
- أمَا اجتهدتَ، فبلغتَ مرادك.

1. أمَا: أفادت العتب.
2. اجتهد: فعل ماضٍ.

- لو حرصتَ على صحتك، لَمَا مرضتَ.

1. لو: أفادت العتب.
2. حرص: فعل ماضٍ.

- ألَا نمتَ، فجلستَ باكرًا.

1. ألَا: أفادت العتب.
2. نام: فعل ماضٍ، حُذِفَت ألفه لالتقاء ساكنين.